# Ab Mishan
 (juin 2018).
Ab Mishan (en persan : آب‌میشان romanisé en Āb Mīshān) est un village de la province du Khouzistan en Iran. Lors du recensement de 2006, sa population était de 64 habitants pour 14 familles.